# Chả lụa

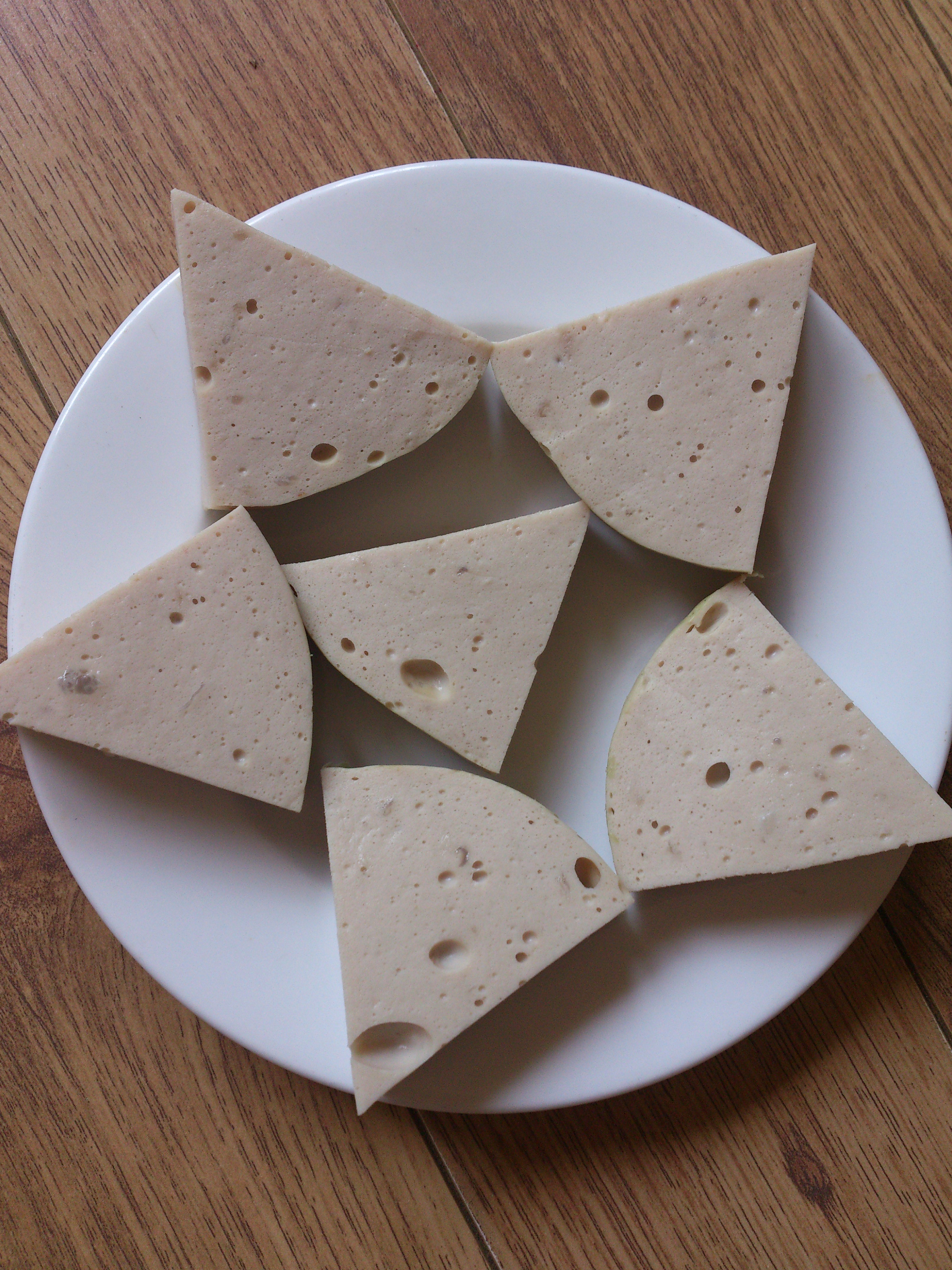
Chả lụa sternförmig angeordnet

Chả lụa (Saigon-Dialekt: [ca᷉ lûˀə]) oder Giò lụa ist eine traditionelle Wurst bzw. Schinken aus Vietnam. Sie besteht aus geklopfter magerer Schweinelende gewürzt mit Fischsauce (meist Nước mắm nhĩ), die eingewickelt in Bananenblättern gekocht wird. Traditionell wird Chả lụa aus magerem Schweinefleisch, Kartoffelstärke, Knoblauch, gemahlenem schwarzem Pfeffer und Fischsauce hergestellt.
Chả lụa wird insbesondere zu Tết mit Bánh chưng serviert, die zusammen die Bánh tét ergeben. Außerhalb von Tết wird Chả lụa üblicherweise mit Bánh mì, Bánh giầy, Bánh cuốn, Xôi oder mit verschiedenen Nudelgerichten wie Bún mọc, Bún thang oder Bún bò Huế serviert. Im Alltag vieler vietnamesischer Familien wird Chả lụa zusammen mit Reis verzehrt. In einigen lokalen Regionen Vietnams wird das Fleisch zusätzlich mit Zucker und Pfeffer gewürzt, um den Geschmack zu verfeinern.
Eines der für Chả lụa bekanntesten Dörfer im Norden Vietnams ist Ước Lễ im Landkreis Thanh Oai, Hanoi.
In Thailand wird die vietnamesische Wurst Moo Yor genannt und ist, in Scheiben geschnitten, die Hauptzutat des thailändischen Salates Yam Moo Yor (thailändisch ยำหมูยอ).

## Geschichte
Chả lụa stammt vermutlich aus der Zeit der französischen Kolonialherrschaft Vietnams im 19. Jahrhundert. Während der anfänglichen vietnamesischen Migrationswelle in die Vereinigten Staaten Mitte der 1970er-Jahre waren Bananenblätter schwer auffindbar, sodass vietnamesische Köche diese durch Alufolie ersetzen mussten; eine Gewohnheit, die bis heute anhält. In Regionen der Vereinigten Staaten, wo Bananenblätter vorhanden waren, wurde ein kleiner Streifen vom Blatt als Aroma benutzt und die Alufolie verwendet, um die Wurst in Form zu bringen.